# أكمية مضغوطة
أكمية مضغوطة (الاسم العلمي:Aechmea compacta) هو نوع نباتي يتبع جنس الأكمية من فصيلة البروميلية.